# گیاه‌پر
گیاه‌پر (نام علمی: Fulgoroidea) نام یک فروراسته از راسته نیم‌بالان است.